# Nævnenes Hus
Nævnenes Hus (ungefär nämndernas hus) är en klagomålsinstans i Danmark. Den ligger under Erhvervsministeriet och har funnits sedan 2017. Även om den ligger under Ehrvervsmininsteriet så tar den upp klagomål inom ett relativt stort antal områden under flera olika ministerier.